# Sampantaea amentiflora
Sampantaea amentiflora là một loài thực vật có hoa trong họ Đại kích. Loài này được (Airy Shaw) Airy Shaw miêu tả khoa học đầu tiên năm 1972.